# Rigidoporus micropendulus
Rigidoporus micropendulus är en svampart som beskrevs av Læssøe & Ryvarden 2010. Rigidoporus micropendulus ingår i släktet Rigidoporus och familjen Meripilaceae.   Inga underarter finns listade i Catalogue of Life.